# تيسون وليامز
تيسون وليامز (بالإنجليزية: Tyson Williams)‏ هو مجدف نيوزيلندي، ولد في 1 أبريل 1989 في هاميلتون في نيوزيلندا.

## وصلات خارجية
- تيسون وليامز على موقع الاتحاد الدولي للتجديف (الإنجليزية)
- تيسون وليامز على موقع اللجنة الأولمبية الدولية (الإنجليزية)
- تيسون وليامز على موقع أوليمبيديا (الإنجليزية)